# Destructor Geniere (1938)
El Geniere a ser un dels dinou destructors de classe Soldati construïts per a la Regia Marina a finals dels anys trenta i principis dels anys quaranta. Completat el 1938, va ser un dels primersdel primer lot d'una dotzena de vaixells a entrar en servei.

## Disseny i descripció
Els destructors de classe Soldati eren versions lleugerament millorades de la classe Oriani anterior. Tenien una longitud entre perpendiculars de 101,6 metres i una longitud total de 106,7 metres. Els vaixells tenien una mànega de 10,15 metres i un calat mitjà de 3,15 metres i 4,3 metres amb càrrega profunda. El Soldatis desplaçaven 1.830–1.850 tones mètriques (1.800–1.820 tones llargues) amb càrrega normal, i 2.450–2.550 tones mètriques (2.410–2.510 tones llargues) amb càrrega profunda. El seu complement durant la guerra era de 206 oficials i mariners.
El Geniere estava accionat per dues turbines de vapor Parsons, cadascuna impulsava un eix d'hèlix utilitzant vapor subministrat per tres calderes Yarrow. Dissenyats per a una potència màxima de 48.000 cavalls de potència (36.000 kW) i una velocitat de 34-35 nusos (63-65 km/h; 39-40 mph) en servei, els vaixells de la classe Soldati van assolir velocitats de 39-39. 40 nusos (72–74 km/h; 45–46 mph) durant les seves proves de mar amb una càrrega lleugera. Portaven prou fuel oil per donar-los una autonomia de 2.340 milles nàutiques (4.330 km; 2.690 milles) a una velocitat de 14 nusos (26 km/h; 16 mph) i 682 nmi (1.263 km; 785 milles) a una velocitat de 34 nusos (63 km/h; 39 mph).
La bateria principal del Geniere constava de quatre canons de 120 mil·límetres de calibre 50 en dues torretes de dos canons, una a davant i a darrere de la superestructura. En una plataforma al mig del vaixell hi havia un canó d'obús estrella de 120 mil·límetres de calibre 15. La defensa antiaèria (AA) del Soldatis era proporcionada per vuit canons Breda Model 1935 de 20 mil·límetres. Els vaixells estaven equipats amb sis tubs de torpedes de 533 mil·límetres en dos muntatges triples al mig del vaixell. Tot i que no tenien un sistema de sonar per a tasques antisubmarines, estaven equipats amb un parell de llançadors de càrrega de profunditat. Els vaixells podien portar 48 mines.

## Història
A l'inici de la Segona Guerra Mundial va formar part de l'XI Esquadró de Destructors, que va formar juntament amb els bessons Aviere, Artigliere i Camicia Nera.
L'11 de juny de 1940 va ser enviat a patrullar al Canal de Sicília juntament amb la resta de l'XI Esquadró, el XII Esquadró de Destructors (Ascari, Lanciere, Carabiniere, Corazziere), la III Divisió (creuers pesants Trento, Pola, Bolzano) i la VII (creuers lleugers Attendolo i Duca d’Aosta);l'endemà va buscar sense èxit, juntament amb la III Divisió i els altres destructors, els creuers britànics albirats per reconeixement.
El 19 de juny va partir d'Augusta juntament amb els altres tres vaixells de l'XI Esquadró per portar subministraments a Bengasi, on va arribar l'endemà.
El 7 de juliol, a les 15.45, va sortir de Messina juntament amb les unitats seccionals i la III Divisió (Trento i Bolzano), per després unir-se a la resta del II Esquadró Naval (creuer pesat Pola, Divisions de creuers I, II i VII per un temps), amb un total de 9 unitats i esquadrons de destructors IX, X, XII i XIII) que, després d'haver actuat com a força de suport a una operació de combois per a Líbia , es van incorporar a l'esquadró I i van participar en la batalla de Punta Stilo el 9 de juliol: durant la retirada. de la flota italiana en aquest enfrontament, l'XI Esquadró va albirar i atacar els vaixells britànics a les 16.15; en particular, el Geniere, a les 16.20, havent sortit de la cortina de fum estesa pel cap de classe Artigliere , es va traslladar a 10.800 metres de les unitats enemigues i va llançar sense èxit els torpedes juntament amb les altres tres unitats (que van llançar un total de 10, 7 contra un cuirassat i 3 contra un creuer)
El matí del 6 d'octubre va sortir de Messina amb els bessons juntament amb la III Divisió (Trento, Trieste i Bolzano ) en suport, amb altres unitats, de l'operació «CV» que va veure 2 vaixells mercants i 4 destructors en ruta cap a Líbia; tanmateix, tots els vaixells van tornar al port després de l'albirament de cuirassats britànics.
La nit entre l'11 i el 12 d'octubre de 1940 va ser enviat a patrullar –a les ordres del capità de fragata Giovanni Bonetti– juntament amb les tres unitats de l'XI Esquadró i els torpediners de l'Esquadró I (Alcione, Airone, Ariel) l'àrea propera a l'est de Malta, buscant vaixells britànics que haurien d'haver estat en aquesta zona. A primera hora de la nit del 12 d'octubre, els tres torpediners del I Esquadró van atacar el creuer lleuger Ajax, que formava part d'un desplegament naval britànic més gran que tornava a Alexandria després d'haver escortat un comboi a Malta: es va produir una batalla violenta i confusa després de la qual l'Airone i l'Ariel van ser enfonsats, mentre que l' Ajax va patir danys menors. Abans d'atacar, a les 1.37 hores, els torpediners havien enviat un senyal de descoberta, que va ser rebut en diferents moments pels destructors del XI Esquadró: l'Aviere, l'Artigliere i el Camice Nera van atacar l'Ajax i el resultat va ser el greu dany a l'Artigliere (abandonat posteriorment). i enfonsat per HMS York) i l'Aviere, mentre que el Geniere no va albirar la nau contraria i, poc després de l'alba, es va trobar amb l'Aviere danyat i el va escortar a Augusta.
Del 19 al 23 de febrer de 1941 va salpar des de Nàpols i va escortar a Trípoli, juntament amb l' Aviere , el destructor da Noli i el torpediner Castore, els vaixells mercants Ankara , Marburg , Reichenfels i Kybfels.
Del 12 al 13 de març va escortar de Nàpols a Trípoli, juntament amb els destructors Folgore (que, però, procedents de Palerm, es van afegir només més tard) i Camicia Nera, un comboi format pels transports de tropes Conte Rosso, Marco Polo i Victoria '.
El 14 d'abril va sortir de Nàpols per escortar a Trípoli, juntament amb els destructors Grecale, Aviere i Camicia Nera i el torpediner Pleiadi, els vapors Alicante, Santa Fe , Maritza i Procida ; després d'una parada a Palerm que va durar del 17 al 8 del 18 d'abril per evitar l'atac dels vaixells britànics, el comboi va continuar fins al port de Líbia on va arribar el 20.
L'11 de maig va escortar un comboi format pels mercants Preussen, Wachtfels, Ernesto, Tembien, Giulia i Col di Lana juntament amb els destructors Dardo, Aviere , Grecale , Scirocco i Camicia Nera : sortint de Nàpols, els vaixells van arribar a Trípoli el 14.
El 3 de juny formava part de l'escorta del comboi «Aquitania»: estava format pels vaixells mercants Aquitania , Caffaro , Nirvo , Montello , Beatrice Costa i el petroler Pozarica, a la ruta Nàpols-Trípoli amb l'escorta dels destructors Geniere, Dardo , Airman i Camicia Nera i el torpediner Missori; el 4 de juny, mentre els vaixells es trobaven a una vintena de milles de les illes Kerkennah, van ser atacats per avions que van colpejar el Montello, que va explotar sense deixar supervivents, i el Beatrice Costa , que, irreparablement danyat, va haver de ser abandonat i enfonsat pel Camicia Nera.
El 25 de juny, va sortir de Nàpols com a escorta (juntament amb els destructors Gioberti, Aviere i Da Noli ) als transports de tropes Esperia, Marco Polo, Neptunia i Oceania (l'escorta indirecta va ser proporcionada pels creuers Trieste i Gorizia i pels destructors Ascari, Corazziere i Carabiniere); després d'una parada a Tàrent el dia 27, els vaixells van arribar a Trípoli el dia 29 malgrat alguns atacs aeris (que van causar lleugers danys a l'Esperia ).
Del 16 al 18 de juliol, va escortar (juntament amb els destructors Gioberti, Lanciere, Oriani i el torpediner Centauro) un comboi format per transports de tropes Marco Polo, Neptunia i Oceania a la ruta Tàrent-Trípoli (també hi havia una escorta indirecta). proporcionats pels creuers Trieste i Bolzano i pels destructors Carabiniere , Ascari i Corazziere ): tots els vaixells van arribar al seu destí indemnes, evitant també un atac del submarí HMS Unbeaten dirigit contra Oceania.
El 4 d'agost va sortir de Nàpols, escortant un comboi format pels vapors Nita , Aquitania , Ernesto , Nirvo i Castelverde (la resta de l'escorta estava formada pels destructors Gioberti, Aviere, Oriani i Camicia Nera i el torpediner Calliope), al qual va afegir després el petrolier Pozarica ; el 6 d'agost el Nita , atacat per avions del 830 Esquadró britànic, es va enfonsar als punts 35°15' N i 12°17' E, malgrat els intents del Camicia Nera i del Calliope per salvar-lo, mentre les altres naus del comboi van arribar al seu destí l'endemà.
Durant l'any va sofrir obres de modificació que van veure substituir el canó il·luminador per una cinquena peça de 120 mm.
A les 8.10 del 21 de novembre de 1941, va sortir de Nàpols juntament amb els destructors Camicia Nera, Aviere, Corazziere i Carabiniere i amb els creuers Garibaldi i Duca degli Abruzzi per fer d'escorta indirecta de dos combois cap a Líbia. L'operació va fracassar després d'atacs aeris i submarins (que van danyar greument el Duca degli Abruzzi i el creuer pesant Trieste); el Geniere va escortar el Napoli i el Vettor Pisani en la navegació de tornada a Tàrent.
El 13 de desembre va sortir de Tàrent juntament amb els destructors Carabiniere i Corazziere per unir-se a la força de cobertura de l'operació «M 41» (tres combois per a Líbia formats per 6 vaixells mercants, 5 destructors i un vaixell torpedinero), que, tanmateix, es va veure afectat per atacs submarins , que van enfonsar dos transports (el Fabio Filzi i el Carlo del Greco ) i van danyar seriosament el cuirassat Vittorio Veneto; el Geniere es va desplaçar per escortar Vittorio Veneto de tornada a Tàrent, juntament amb els destructors Vivaldi, Da Noli, Aviere i Carabiniere i Camicia Nera i als torpediners Lince i Aretusa.
El 3 de gener de 1942, a les 18.50 hores, va sortir de Tàrent juntament amb els destructors Carabiniere, Alpino, Ascari, Pigafetta, Aviere, Da Noli i Camicia Nera, els creuers pesats Trento i Gorizia i els cuirassats Littorio, Cesare i Doria per donar escorta indirecta als l'operació «M 43» (tres combois per a Líbia amb un total de 6 vaixells mercants, 6 destructors i 5 torpediners al mar): tots els vaixells mercants van arribar a la seva destinació el 5 de gener i a les 5 de la tarda d'aquell dia el grup " Littorio", el Geniere va tornar a Tàrent.
El 22 de gener va formar part -juntament amb els destructors Vivaldi, Malocello, Da Noli, Aviere i Bandiera Nera i els torpediners Orsa i Castore - en l'escorta directa per a l'operació «T. 18" (un comboi format pel transport de tropes Victoria - amb sortida de Tàrent - i els carguers Ravello, Monviso, Monginevro i Vettor Pisani - salpant des de Messina -, transportant un total de 15.000 tones de materials, 97 tancs, 271 vehicles i 1467 homes); el dia 23, durant la navegació, el La Victòria va ser primer immobilitzat i després enfonsada per dos atacs amb torpedes (1064 dels 1455 homes a bord es van salvar), mentre que la resta de vaixells van arribar al seu destí.
A les 16 del 21 de febrer va partir de Tàrent amb els destructors Ascari, Aviere i Camicia Nera i el cuirassat Duilio i va oferir escorta indirecta per a l'operació «K 7» (dos combois amb 5 càrrega, un camió cisterna, 10 destructors i 2 torpediners tots) dirigida a Trípoli).
Del 7 al 10 de març va participar en l'operació de tràfic «V 5» (consistent en l'enviament de 4 vaixells de motor ràpid a Líbia) juntament amb els creuers Garibaldi i Eugenio di Savoia.
El 22 de març, a les tres de la matinada, va sortir de Tàrent juntament amb el destructor Scirocco per unir-se a les forces navals italianes compromeses en la segona batalla de Sirte (la resta de la flota havia marxat tres hores abans, però el Geniere i el Scirocco van haver de romandre al port per avaries), i no van tenir temps de participar en l'acció. A les 18.41 del dia 22, la navegació de tornada va començar amb mal temps, però el Scirocco va patir diverses avaries i va començar a sucumbir davant el mar tempestuós: a les 20.45, el motor del port es va trencar, obligant el vaixell a reduir la velocitat a 14 nusos (després va tornar a 20 als 23), a les 00.07 del dia 23 va haver de procedir a només 7 nusos a causa d'altres avaries. El comandant del Geniere, veient les precàries condicions de l'altra unitat, a les 4.12 va demanar poder-la acompanyar, en lloc de Tàrent, a l'Augusta més propera, rebent una resposta afirmativa. A les 7 el Geniere va anunciar que veia el Scirocco en dificultats i ja cada cop més lluny, però era una il·lusió òptica: l'altre vaixell, de fet, ja s'havia enfonsat a les 5.45 hores, només sis minuts després de la posada fora d'ús definitiva dels motors (de la tripulació del Scirocco només hi havia dos supervivents). Quan el Scirocco va desaparèixer, a les 10.07 el Geniere va ser enviat a ajudar el Lanciere, un altre destructor que s'enfonsava per la violència de la tempesta: el Geniere, però, va haver de renunciar al rescat per no arriscar-se a enfonsar-se al seu torn, i va haver de tornar juntament amb les altres naus (també gairebé tota la tripulació del Lanciere va morir: els supervivents només en van ser 15).
Durant 1942 va instal·lar dues metralladores individuals més de 20 mm.
La nit entre l'11 i el 12 d'agost de 1942, durant la batalla de mitjans d'agost, va sortir a la mar amb les divisions de creuers III (Trieste, Gorizia i Bolzano ) i VII (Eugenio di Savoia, Attendolo i Montecuccoli ) i 9 destructors: l L'objectiu era atacar el comboi britànic "Pedestal", ja delmat pels atacs d'avions, submarins i torpediners a motor, i destruir-lo; tanmateix, la formació italiana va ser obligada a tornar per por als atacs enemics però just durant la navegació de tornada, el 13 d'agost, el submarí HMS Unbroken va torpedinar i va causar greus danys al Bolzano i a l'Attendolo: el Geniere i l' Aviere van agafar el Bolzano a remolc, en flames, i el van encallar prop de Panarea.
El 17 d'octubre d'aquell any, la unitat va navegar des de Corfú com a escorta, juntament amb Aviere i Camicia Nera, fins al motor Ankara ; el comboi es va unir amb el format pel vaixell a motor Monginevro escortat pels torpediners Orsa i Aretusa (procedents de Bríndisi ), sent després reforçat pel destructor Alpino, i es va dividir de nou cap al final de la navegació: mentre els altres vaixells es van dirigir cap a Tobruk, el Geniere, el Monginevro, l'Aviere i el Camicia Nera arrivaren a Bengasi.
Al novembre, va escortar el modern vaixell a motor Foscolo fins a Suda i Bengasi.
L'1 de març de 1943 estava sec en dic sec, a Palerm, amb altres vaixells A les 13.30 va començar una incursió dels bombarders nord-americans de la 12a Força Aèria, amb l'objectiu del port de la ciutat: durant aquest atac, a les 14.30, el Geniere va rebre l'impacte de cinc bombes que van obrir diferents esquerdes al casc i que va destruir la porta de la conca, fent-la inundar.El destructor va començar a escapar del moll, agafant aigua en el procés ; al cap d'una hora el Geniere va caure pel costat dret i es va recolzar al fons, deixant només una part del costat esquerre del casc i les superestructures a la superfície.
Després de l'armistici el naufragi del vaixell va ser recuperat per ser desballestat.
L'abril de 1944, reequipat per poder flotar, va ser remolcat per ser remolcat fins a Tàrent; durant aquesta navegació, però, les filtracions es van tornar a obrir, els cables es van trencar i el Geniere va tornar a enfonsar-se, definitivament, a poques milles de Capo Spulico (Calàbria).
.
El naufragi del vaixell es troba a estribord a una profunditat de 37 metres (la part més baixa arriba als 29 metres), amb la proa mirant al sud.

### Comandants
- Capità de fragata Temistocle D'Aloja (15 de desembre de 1938 -1940)
- Capità de fragata Giovanni Bonetti (10 de juny de 1940 - 31 de maig de 1941)
- Capità de fragata Francesco Baslini (1 de juny de 1941 - juny de 1942)
- Capità de fragata Ferdinando Carafa D'Andria (juny de 1942, temporalment)
- Capità de fragata Marco Notarbartolo di Sciara (6 de juny de 1942 - 1 de març de 1943)